# Dansează printre stele (sezonul 1)
Sezonul 1 al competiției de dans Danseză printre stele a debutat pe 5 octombrie 2014. Emisiunea va fi prezentată de Horia Brenciu, având ca și coprezentatori pe Victor Slav și Lili Sandu. Juriul este format din Jojo, Igor Munteanu și Mihai Petre. Din ediția 4, Marin Barbu (Nea' Marin) se alătură juriului.
12 vedete vor face pereche cu 12 coregrafi.
Finalul sezonului a fost difuzat pe 18 noiembrie 2014. Alina Pușcaș și Bogdan Boantă a fost perechea câștigătoare a primului sezon.

## Perechi
Cele 12 perechi sunt:
| Vedeta                 | Cunoscută pentru | Coregraful partener     | Status                            |
| ---------------------- | ---------------- | ----------------------- | --------------------------------- |
| Cosmina Păsărin        | Actor            | Bruce                   | Eliminată pe 12 octombrie 2014    |
| Vladimir Drăghia       | Actor            | Elena Voscoboinic       | Eliminată pe 19 octombrie 2014    |
| Nicolai Tand           | Chef             | Lena                    | Eliminată pe 26 octombrie 2014    |
| Raluka (Raluca Nistor) | Cântăreț         | Lilian Cărăuș           | Eliminată pe 28 octombrie 2014    |
| Mihai Ristea           | Cântăreț         | Luiza Comșa             | Eliminată pe 4 noiembrie 2014     |
| Sandra Izbașa          | Gimnast          | Petrișor Ruge           | Eliminată pe 11 noiembrie 2014    |
| Diana Munteanu         | Moderator        | Ștefan Ciubotaru        | Eliminată pe 11 noiembrie 2014    |
| Speak (Ștefan Sprianu) | Cântăreț         | Andra Gheorghe (Cocuța) | Eliminată pe 18 noiembrie 2014    |
| Muneer                 | Cântăreț         | Stela Domnițanu         | Eliminată pe 18 noiembrie 2014    |
| Cosmin Șeleși          | Prezentator TV   | Maria Popescu           | Locul 3 pe 18 noiembrie 2014      |
| Alina Eremia           | Actor, Cântăreț  | Iuri Ribac              | Locul 2 pe 18 noiembrie 2014      |
| Alina Pușcaș           | Prezentator TV   | Bogdan Boantă           | Câștigătoare pe 18 noiembrie 2014 |

## Scor
Tabelul, de mai jos, conține totalul notelor acordat de juriu.
| Pereche               | Locul | E 1 | E 2 | E 3 | E 4 | E 5 | E 6 | E 7 | E 8          |
| --------------------- | ----- | --- | --- | --- | --- | --- | --- | --- | ------------ |
| Alina Pușcaș & Bogdan | 1     | 25  | 27  | 36  | 32  | 38  | 36  | 36  | 40 + 40 = 80 |
| Alina Eremia & Iuri   | 2     | 20  | 24  | 36  | 37  | 33  | 38  | 39  | 39 + 40 = 79 |
| Maria & Cosmin        | 3     | 19  | 24  | 38  | 34  | 37  | 36  | 33  | 39 + 40 = 79 |
| Stela & Muneer        | 4     | 19  | 24  | 32  | 30  | 31  | 37  | 32  | —            |
| Cocuța & Speak        | 5     | 20  | 20  | 28  | 34  | 30  | 36  | 35  | —            |
| Diana & Ștefan        | 6     | 23  | 23  | 33  | 34  | 37  | 34  | —   |              |
| Sandra & Petrișor     | 7     | 16  | 22  | 34  | 33  | 36  | 35  | —   |              |
| Luiza & Mihai         | 8     | 21  | 23  | 33  | 36  | 36  | —   |     |              |
| Raluka & Lilian       | 9     | 21  | 25  | 33  | 31  | —   |     |     |              |
| Lena & Nicolai        | 10    | 19  | 21  | 31  | —   |     |     |     |              |
| Elena & Vladimir      | 11    | 22  | 22  | —   |     |     |     |     |              |
| Cosmina & Bruce       | 12    | 15  | —   |     |     |     |     |     |              |

     indică perechea ce a părăsit competiția
     indică perechea ce a fost la duel, dar nu a fost eliminată
     indică perechea câștigătoare
     indică perechea de pe locul doi
     indică perechea de pe locul trei
 Numere roșii  indică perechea ce a obținut cel mai mic scor.
 Numere verzi  indică perechea ce a obținut cel mai mare scor.

### Medie scor
Tabelul de mai jos prezintă media punctelor primite de la juriu.
| Loc medie | Loc final | Pereche               | Total puncte | Număr dansuri | Medie |
| --------- | --------- | --------------------- | ------------ | ------------- | ----- |
| 1         | 1         | Alina Pușcaș & Bogdan | 310          | 9             | 34.4  |
| 2         | 2         | Alina Eremia & Iuri   | 306          | 9             | 34.0  |
| 3         | 3         | Maria & Cosmin        | 300          | 9             | 33.3  |
| 4         | 6         | Diana & Ștefan        | 184          | 6             | 30.7  |
| 5         | 8         | Luiza & Mihai         | 149          | 5             | 29.8  |
| 7         | 4         | Stela & Muneer        | 205          | 7             | 29.3  |
| 7         | 7         | Sandra & Petrișor     | 176          | 6             | 29.3  |
| 8         | 5         | Cocuța & Speak        | 203          | 7             | 29.0  |
| 9         | 9         | Raluka & Lilian       | 110          | 4             | 27.5  |
| 10        | 10        | Lena & Nicolai        | 81           | 3             | 27.0  |
| 11        | 11        | Elena & Vladimir      | 44           | 2             | 22.0  |
| 12        | 12        | Cosmina & Bruce       | 15           | 1             | 15.0  |

## Ediții

### Ediția 1 (5 octombrie 2014)
Perechile au dansat Cha-Cha, Tango și Vals vienez.
| Nr | Pereche               | Punctaj juriu | Punctaj televot | Dans        | Muzică                                                 | Loc |
| -- | --------------------- | ------------- | --------------- | ----------- | ------------------------------------------------------ | --- |
| 1  | Maria & Cosmin        | 19 (6, 7, 6)  | 14.71%          | Cha-Cha     | "Frenesi" — Artie Shaw                                 | 3   |
| 2  | Alina Eremia & Iuri   | 20 (7, 7, 6)  | 7.45%           | Tango       | "Bad Romance" — Lady Gaga                              | 7   |
| 3  | Elena & Vladimir      | 22 (7, 8, 7)  | 1.96%           | Vals vienez | "Once Upon a December" — Liz Callaway                  | 10  |
| 4  | Sandra & Petrișor     | 16 (5, 6, 5)  | 16.67%          | Cha-Cha     | "Treasure" — Bruno Mars                                | 5   |
| 5  | Luiza & Mihai         | 21 (6, 8, 7)  | 4.71%           | Tango       | "Querer" — Cirque du soleil                            | 9   |
| 6  | Lena & Nicolai        | 19 (6, 7, 6)  | 2.55%           | Vals vienez | "Mă-ntorc la tine mare albastră" — Daniel Iordachioaie | 12  |
| 7  | Stela & Muneer        | 19 (6, 7, 6)  | 8.43%           | Cha-Cha     | "Smooth" — Santana                                     | 7   |
| 8  | Alina Pușcaș & Bogdan | 25 (8, 9, 8)  | 17.25%          | Tango       | —                                                      | 1   |
| 9  | Raluka & Lilian       | 21 (7, 8, 6)  | 4.71%           | Vals vienez | "Never Tear Us Apart" — INXS                           | 9   |
| 10 | Cosmina & Bruce       | 15 (5, 6, 4)  | 6.67%           | Cha-Cha     | "That Power" — Will.i.am feat. Justin Bieber           | 11  |
| 11 | Cocuța & Speak        | 20 (7, 8, 5)  | 7.65%           | Tango       | "Too Close" — Alex Clare                               | 5   |
| 12 | Diana & Ștefan        | 23 (7, 8, 8)  | 7.25%           | Vals vienez | "Hallelujah" — Leonard Cohen                           | 3   |

### Ediția 2 (12 octombrie 2014)
Perechile au dansat Jazz, Rumba și Quickstep. Perechea formată din Cosmina Păsărin și Bruce a părăsit competiția.
| Nr | Pereche               | Punctaj       | Dans      | Muzică                                                 | Rezultat       |
| -- | --------------------- | ------------- | --------- | ------------------------------------------------------ | -------------- |
| 1  | Raluka & Lilian       | 25 (9, 9, 7)  | Jazz      | "Love Runs Out" — OneRepublic                          | Salvată        |
| 2  | Elena & Vladimir      | 22 (7, 8, 7)  | Rumba     | "Ain't No Sunshine When She's Gone" — Bill Withers     | Salvată        |
| 3  | Maria & Cosmin        | 24 (7, 9, 8)  | Quickstep | "Fairytale" — Alexander Rybak                          | Salvată        |
| 4  | Luiza & Mihai         | 23 (8, 8, 7)  | Jazz      | "Dirty Laundry" — Bitter:Sweet                         | Salvată        |
| 5  | Diana & Ștefan        | 23 (7, 8, 8)  | Rumba     | "Make You Feel My Love" — Adele                        | Salvată        |
| 6  | Cosmina & Bruce       | —             | Quickstep | "Umbrella" — Rihanna feat. Jay-Z                       | Eliminată      |
| 7  | Lena & Nicolai        | 21 (7, 7, 7)  | Rumba     | "If Tomorrow Never Comes" — Ronan Keating              | Ultima salvată |
| 8  | Cocuța & Speak        | 20 (7, 8, 5)  | Jazz      | "Night of the Dancing Flame" — Roisin Murphy           | Salvată        |
| 9  | Alina Eremia & Iuri   | 24 (8, 9, 7)  | Rumba     | "Love You Like A Love Song" — Selena Gomez & The Scene | Salvată        |
| 10 | Sandra & Petrișor     | 22 (7, 9, 6)  | Quickstep | "Puttin' on the Ritz" — Taco                           | Salvată        |
| 11 | Stela & Muneer        | 24 (8, 9, 7)  | Jazz      | "Locked Out Of Heaven" — Bruno Mars                    | Salvată        |
| 12 | Alina Pușcaș & Bogdan | 27 (8, 10, 9) | Quickstep | "Show Me How You Burlesque" — Christina Aguilera       | Salvată        |

#### Votul juriului
Juriul a salvat următoarea pereche:
- Igor : Lena & Nicolai
- Jojo : Cosmina & Bruce
- Mihai : Lena & Nicolai

### Ediția 3 (19 octombrie 2014)
- Invitați : Mandinga & Connect-R — ”Ce Poveste”, Delia Matache (cu Horia Brenciu) — "Inima Nu Vrea"

Perechile au dansat Vogue, Tango, Passo Doble, Quickstep, Slowfox, Cha-Cha și Vals lent. Coregraful Bruce, care a fost eliminat ediția precedentă,  s-a alăturat juriului, astfel juriul a avut 4 membrii. Perechea formată din Elena Voscoboinic și Vladimir Drăghia a fost eliminată din concurs.	
| Nr | Pereche               | Punctaj           | Dans        | Muzică                                              | Rezultat       |
| -- | --------------------- | ----------------- | ----------- | --------------------------------------------------- | -------------- |
| 1  | Alina Pușcaș & Bogdan | 36 (9, 10, 9, 8)  | Vogue       | "Applause" — Lady Gaga                              | Salvată        |
| 2  | Lena & Nicolai        | 31 (8, 8, 8, 7)   | Tango       | "Una Musica Brutal" — Gotan Project                 | Salvată        |
| 3  | Cocuța & Speak        | 28 (7, 7, 8, 6)   | Passo Doble | "Conquest" — The White Stripes                      | Salvată        |
| 4  | Stela & Muneer        | 32 (7, 9, 9, 7)   | Quickstep   | "Part Time Lover" — Stevie Wonder                   | Salvată        |
| 5  | Raluka & Lilian       | 33 (8, 10, 9, 6)  | Passo Doble | "Enter Sandman" — Metallica                         | Salvată        |
| 6  | Diana & Ștefan        | 33 (, , ,)        | Slowfox     | "Fever" — Ray Charles                               | Ultima salvată |
| 7  | Elena & Vladimir      | —                 | Cha-Cha     | "Blurred Lines" — Robin Thicke feat. T.I., Pharrell | Eliminată      |
| 8  | Sandra & Petrișor     | 34 (8, 9, 9, 8)   | Vals lent   | "Someone Like You" — Adele                          | Salvată        |
| 9  | Maria & Cosmin        | 38 (9, 10, 10, 9) | Tango       | "Yo Soy Maria" — María Bozzini                      | Salvată        |
| 10 | Alina Eremia & Iuri   | 36 (9, 10, 9, 8)  | Cha-Cha     | "Suit & Tie" — Justin Timberlake feat. Jay-Z        | Salvată        |
| 11 | Luiza & Mihai         | 33 (8, 9, 9, 7)   | Quickstep   | "Shame On Me" — Avicii                              | Salvată        |

#### Votul juriului
Juriul a salvat următoarea pereche:
- Igor : Diana & Ștefan
- Jojo : Diana & Ștefan
- Bruce : Nu a votat
- Mihai : Diana & Ștefan

### Ediția 4 (26 octombrie 2014)
- Tema emisiunii : Party (Partea I)

Perechile au dansat Folclor, Charleston, Jive, Passo doble și Salsa.
Perechea formată din Nicolai Tand și Lena a părăsit competiția.
| Nr | Pereche               | Punctaj           | Dans        | Muzică                                       | Rezultat       |
| -- | --------------------- | ----------------- | ----------- | -------------------------------------------- | -------------- |
| 1  | Cocuța & Speak        | 34 (8, 9, 9, 8)   | Folclor     | Ardeleană din Banat                          | Salvată        |
| 2  | Alina Eremia & Iuri   | 37 (9, 10, 9, 9)  | Charleston  | "Put A Lid On It" — Squirrel Nut Zippers     | Salvată        |
| 3  | Raluka & Lilian       | 31 (8, 8, 8, 7)   | Folclor     | Brâuleț din Oltenia                          | Salvată        |
| 4  | Sandra & Petrișor     | 33 (8, 9, 9, 7)   | Jive        | "Are You Gonna Be My Girl" — Jet             | Salvată        |
| 5  | Lena & Nicolai        | —                 | Folclor     | Joc din Oaș                                  | Eliminată      |
| 6  | Diana & Ștefan        | 34 (8, 9, 9, 8)   | Passo Doble | "Paso Doble" — España Cañí                   | Salvată        |
| 7  | Stela & Muneer        | 30 (7, 8, 8, 7)   | Folclor     | Hațegană din Transilvania                    | Salvată        |
| 8  | Maria & Cosmin        | 34 (8, 10, 9, 7)  | Passo Doble | "Eye Of The Tiger" — Survivor                | Salvată        |
| 9  | Luiza & Mihai         | 36 (7, 10, 10, 9) | Folclor     | Rășel din Teleorman                          | Ultima salvată |
| 10 | Alina Pușcaș & Bogdan | 32 (8, 8, 9, 7)   | Salsa       | "Hips Don't Lie" — Shakira feat. Wyclef Jean | Salvată        |

#### Votul juriului
Juriul a salvat următoarea pereche:
- Igor : Luiza & Mihai
- Jojo : Luiza & Mihai
- Nea' Marin : Luiza & Mihai
- Mihai : Luiza & Mihai

### Ediția 5 (28 octombrie 2014)
- Tema emisiunii : Party (Partea a II-a)

Perechile au dansat Folclor, Jive, Rumba și Swing. Perechea formată din Raluca Nistor și Lilian Cărăuș a fost eliminată din competiție.
| Nr | Pereche               | Punctaj           | Dans    | Muzică                               | Rezultat       |
| -- | --------------------- | ----------------- | ------- | ------------------------------------ | -------------- |
| 1  | Diana & Ștefan        | 37 (8, 10, 10, 9) | Folclor | Poloxia din Oltenia                  | Ultima salvată |
| 2  | Luiza & Mihai         | 36 (9, 10, 9, 8)  | Rumba   | "I'm Not the Only One" — Sam Smith   | Salvată        |
| 3  | Alina Eremia & Iuri   | 33 (8, 9, 9, 7)   | Folclor | Învârtită din Bistrița Năsăud        | Salvată        |
| 4  | Stela & Muneer        | 31 (7, 9, 8, 7)   | Jive    | "Candyman" — Christina Aguilera      | Salvată        |
| 5  | Sandra & Petrișor     | 36 (7, 10, 10, 9) | Folclor | Breaza din Prahova                   | Salvată        |
| 6  | Cocuța & Speak        | 30 (7, 8, 8, 7)   | Swing   | —                                    | Salvată        |
| 7  | Alina Pușcaș & Bogdan | 38 (9, 10, 10, 9) | Folclor | Bătută din Moldova                   | Salvată        |
| 8  | Raluka & Lilian       | —                 | Swing   | "Rock Your Body" — Justin Timberlake | Eliminată      |
| 9  | Maria & Cosmin        | 37 (8, 10, 10, 9) | Folclor | Ariciul din Teleorman                | Salvată        |

#### Votul juriului
Juriul a salvat următoarea pereche:
- Igor : Diana & Ștefan
- Jojo : Diana & Ștefan
- Nea' Marin : Diana & Ștefan
- Mihai : Diana & Ștefan

### Ediția 6 (4 noiembrie 2014)
Perechile au dansat Bollywood, Dans țigănesc, Folclor internațional, Salsa, Samba și Vals vienez.
Perechea formată din Mihai Ristea și Luiza Comșa a părăsit competiția.  
| Nr | Pereche               | Punctaj           | Dans                  | Muzică                                                           | Rezultat       |
| -- | --------------------- | ----------------- | --------------------- | ---------------------------------------------------------------- | -------------- |
| 1  | Sandra & Petrișor     | 35 (8, 9, 10, 8)  | Salsa                 | "(I've Had) The Time of My Life" — Bill Medley & Jennifer Warnes | Ultima salvată |
| 2  | Cocuța & Speak        | 36 (9, 10, 9, 8)  | Folclor internațional | "The Last Samurai" — Hans Zimmer                                 | Salvată        |
| 3  | Alina Eremia & Iuri   | 38 (9, 10, 10, 9) | Samba                 | "Rhythm Divine" — Enrique Iglesias                               | Salvată        |
| 4  | Luiza & Mihai         | —                 | Dans țigănesc         | "Kibori" — Mahala Rai Banda                                      | Eliminată      |
| 5  | Stela & Muneer        | 37 (9, 9, 10, 9)  | Bollywood             | "Hadippa(The Remix)" - Mika Singh, Sunidhi Chauhan               | Salvată        |
| 6  | Diana & Ștefan        | 34 (8, 9, 9, 8)   | Samba                 | "Shake Your Bon-Bon" — Ricky Martin                              | Salvată        |
| 7  | Alina Pușcaș & Bogdan | 36 (8, 10, 9, 9)  | Vals vienez           | "Give Me Love" — Ed Sheeran                                      | Salvată        |
| 8  | Maria & Cosmin        | 36 (8, 10, 9, 9)  | Bollywood             | "Ooh La La" - Bappi Lahiri, Shreya Ghoshal                       | Salvată        |

#### Votul juriului
Juriul a salvat următoarea pereche:
- Igor : Sandra & Petrișor
- Jojo : Sandra & Petrișor
- Nea' Marin : Sandra & Petrișor
- Mihai : Luiza & Mihai

### Ediția 7 (11 noiembrie 2014)
- Invitat : Delia Matache — "Pe Aripi De Vânt"

| Nr | Pereche               | Punctaj            | Dans                  | Muzică                                                                         | Rezultat       |
| -- | --------------------- | ------------------ | --------------------- | ------------------------------------------------------------------------------ | -------------- |
| 1  | Alina Pușcaș & Bogdan | 36 (9, 10, 9, 8)   | Bollywood             | "Badtameez Dil" — B. Dayal, S. Alvares, "Dhating Naach" — N. Aziz & S. Alvares | Salvată        |
| 2  | Maria & Cosmin        | 33 (8, 9, 8, 8)    | Charleston            | —                                                                              | Ultima salvată |
| 3  | Stela & Muneer        | 32 (8, 9, 8, 7)    | Cabaret               | "All That Jazz" — Chicago                                                      | Salvată        |
| 4  | Diana & Ștefan        | —                  | Folclor internațional | "Timber" — Pitbull feat. Ke$ha                                                 | Eliminată      |
| 5  | Alina Eremia & Iuri   | 39 (9, 10, 10, 10) | Cabaret               | "Sing, Sing, Sing (With a Swing)" — Louis Prima                                | Salvată        |
| 6  | Cocuța & Speak        | 35 (8, 9, 10, 8)   | Vals lent             | "If I Were A Painting" — Kenny Rogers                                          | Salvată        |
| 7  | Sandra & Petrișor     | —                  | Dans țigănesc         | "Bella Ciao" — Goran Bregovic                                                  | Eliminată      |

#### Votul juriului
Juriul a salvat următoarea pereche:
- Igor : Diana & Ștefan
- Jojo : Maria & Cosmin
- Nea' Marin : Sandra & Petrișor
- Mihai : Maria & Cosmin

### Ediția 8 (18 noiembrie 2014)
- finalul sezonului

| Nr | Pereche               | Punctaj             | Dans    | Muzică                      | Rezultat       |
| -- | --------------------- | ------------------- | ------- | --------------------------- | -------------- |
| 1  | Alina Eremia & Iuri   | 39 (10, 10, 10, 9)  | Musical | Romeo și Julieta            | Salvată        |
| 2  | Cocuța & Speak        | —                   | Musical | Sister Act                  | Eliminată      |
| 3  | Maria & Cosmin        | 39 (9, 10, 10, 10)  | Musical | Mamma Mia!                  | Ultima salvată |
| 4  | Alina Pușcaș & Bogdan | 40 (10, 10, 10, 10) | Musical | The Hunchback of Notre Dame | Salvată        |
| 5  | Stela & Muneer        | —                   | Musical | Aladin                      | Eliminată      |

#### Votul juriului
Juriul a salvat următoarea pereche:
- Igor : Maria & Cosmin
- Jojo : Maria & Cosmin
- Nea' Marin : Maria & Cosmin
- Mihai : Maria & Cosmin

| Nr | Pereche               | Punctaj             | Dans       | Muzică                                   | Rezultat     |
| -- | --------------------- | ------------------- | ---------- | ---------------------------------------- | ------------ |
| 1  | Alina Eremia & Iuri   | 40 (10, 10, 10, 10) | Charleston | "Put A Lid On It" — Squirrel Nut Zippers | Locul 2      |
| 2  | Alina Pușcaș & Bogdan | 40 (10, 10, 10, 10) | Tango      | —                                        | Câștigătoare |
| 3  | Maria & Cosmin        | 40 (10, 10, 10, 10) | Tango      | "Yo Soy Maria" — María Bozzini           | Locul 3      |